# 28 cm SK L/40
Il 28 cm Schnelladekanone Länge 40, abbreviato in 28 cm SK L/40, era un cannone navale tedesco usato nella prima e seconda guerra mondiale dalle ultime pre-dreadnought germaniche. Fu la prima grande bocca da fuoco tedesca ad utilizzare un otturatore a cuneo orizzontale invece che a vite interrotta, più diffuso in pezzi di simile calibro; fu inoltre l'ultimo cannone navale tedesco di grosso calibro ad usare tutta la carica propellente in un singolo bossolo. Il cannone fu adattato all'impiego terrestre quando, all'inizio del 1916, iniziò il disarmo delle ormai obsolete pre-dreadnought. Quattro cannoni furono impiegati nella difesa costiera dell'isola di Wangerooge durante la Grande Guerra, in postazione fissa. Durante la seconda guerra mondiale questi pezzi furono trasferiti a Brest, in Francia. Altri pezzi furono impiegati come artiglierie ferroviarie in entrambe le guerre.

## Storia

### Cannoni navali
Il cannone armava le navi da battaglia multicalibro classe Deutschland e Braunschweig. Dopo la guerra, il trattato di Versailles consentì alla Germania di detenere soltanto quattro pre-dreadnoughts, delle quali due, la SMS Schleswig-Holstein e la SMS Schlesien. La prima sparò il primo colpo della seconda guerra mondiale, quando iniziò il bombardamento delle difese polacche della Westerplatte il 1 settembre 1939, mentre la seconda partecipò alla campagna di Polonia. Tuttavia entrambe le navi furono relegate a compiti addestrativi poco dopo.

### Cannoni costieri
Alcuni SK L/40 furono trasferiti dalla Kaiserliche Marine all'Esercito Imperiale quando le pre-dreadnoughts iniziarono ad andare in disarmo e ad essere relegati a ruoli addestrativi, dopo che la battaglia dello Jutland ne aveva dimostrato l'inadeguatezza per la guerra navale contemporanea. I primi quattro cannoni, sbarcati dalla SMS Lothringen, furono installati su Bettungsschiessgerüst (BSG, piattaforme di tiro) nel 1917, per compiti di difesa costiera come parte della Batterie "Graf Spee", nell'isola di Wangerooge.
Durante la seconda guerra mondiale solo sette cannoni furono utilizzati in BSG per compiti di difesa costiera. I quattro pezzi della Batterie "Graf Spee", sopravvissute alla Grande Guerra, furono trasferite in Francia, a Brest, nel 1940.

### Cannoni ferroviari

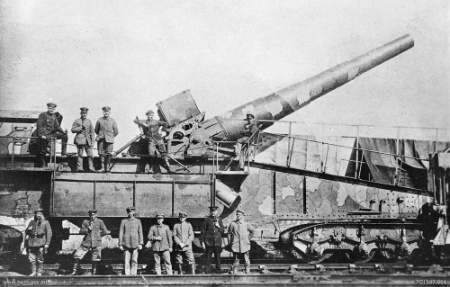
Vista laterale di un "Bruno" con i suoi serventi nel 1918.

Circa 20 altri cannoni sbarcati dalle navi da battaglia impiegati su affusti ferroviari come 28 cm SK L/40 "Bruno". Alcuni rimasero in carico alla Kaiserliche Marine per la difesa costiera, gli altri furono assegnati allo Heer per il più tradizionale ruolo di artiglieria pesante a lungo raggio.
I pezzi sopravvissuti furono usati dalla Wehrmacht per la difesa costiera nella seconda guerra mondiale.

## Tecnica
I primi pezzi furono costruiti con il vecchio metodo delle cerchiature, mentre i successivi furono realizzati con canne composite, formate da un'anima e diverse camicie esterne. Il SK L/40 è stato il primo cannone navale tedesco di grosso calibro ad usare un otturatore Krupp a cuneo orizzontale invece che a vite interrotta, come generalmente diffuso sui cannoni pesanti delle altre nazioni. La soluzione a cuneo richiedeva che le cariche di lancio fossero contenute in un bossolo metallico che garantisse la tenuta dei gas. Fu inoltre l'ultimo cannone navale tedesco di grosso calibro ad usare tutta la carica propellente in un singolo bossolo, mentre nelle armi successive sarebbe stata impiegata una carica principale in bossolo ed una aggiuntiva in sacchetto di seta.

### Impianti navali
Questi cannoni furono usati in torri corazzate binate modello Drh.L. C/01, che equipaggiavano in due esemplari ciascuna le pre-dreadnought Deutschland e Braunschweig, delle quali costituivano l'armamento principale. Il settore di elevazione era compreso tra -4° e +30°, mentre l'angolo di tiro era di 150° su ogni lato. Questi cannoni potevano sparare una granata perforante L/2.6 da 240 kg ad una distanza massima di 18,83 km alla massima elevazione. Ogni nave aveva una dotazione di 85 colpi per arma. La cadenza di tiro era di circa 2 colpi al minuto.

### Affusti terrestri
A partire dal 1916 alcuni cannoni furono adattati all'impiego terrestre. La prima ovvia modifica fu l'introduzione di un grande contrappeso appena dietro agli orecchioni per contrastare il peso sbilanciato verso la volata. Questa soluzione, pesante ma semplice, evitò l'installazione di equilibratori. I cannoni ricevettero inoltre un freno di sparo idro-pneumatico con recuperatore per il ritorno in batteria dopo il fuoco. I primi quattro cannoni furono installati su Bettungsschiessgerüst (BSG, piattaforme di tiro) nel 1917, per la difesa costiera della Batterie "Graf Spee", nell'isola di Wangerooge. Questi BSG erano impianti semi-trasportabili, che potevano essere piazzati con alcune settimane di lavoro di preparazione. La struttura a trave, che portava l'affusto, era collegata anteriormente tramite una piastra ad un perno rotante, mentre posteriormente poggiava tramite due rulli su una guida metallica semicircolare. Alcuni erano dotati di scudo. Il rateo di fuoco era di circa un colpo ogni 5 minuti.
Altri cannoni sbarcati dalle navi da battaglia furono modificati nel cannone ferroviario 28 cm SK L/40 "Bruno".

### Munizionamento
Prima e durante la prima guerra mondiale il cannone impiegava una carica di lancio di 73 kg di polvere RP C/12, composta da nitrocellulosa, nitroglicerina ed altri additivi. Questo propellente fu rimpiazzato durante la seconda guerra mondiale da 67-70 kg di RP C/38, contenente dinitrato di glicole dietilenico al posto della nitroglicerina. La nuova polvere era più difficile da innescare, riducendo il rischio di catastrofici incendi ed esplosioni, e riduceva l'effetto erosivo dei gas di sparo sull'anima della canna.
Durante la grande guerra il cannone venne impiegato con due tipi di munizioni: quella perforante L/2.6 e quella ad alto esplosivo L/2.9. Nel corso della seconda guerra mondiale invece fu usata un'ampia varietà di granate, incluse quelle ad alto esplosivo L/2.9, L/4.3 e L/4.1 da 240 kg e la grossa granata esplosiva L/4.4 da 284 kg.
| Nome granata                            | Tipo                                                                        | Peso                  | Carica esplosiva      | Velocità alla volata  | Gittata        |
| Prima guerra mondiale                   | Prima guerra mondiale                                                       | Prima guerra mondiale | Prima guerra mondiale | Prima guerra mondiale |                |
| --------------------------------------- | --------------------------------------------------------------------------- | --------------------- | --------------------- | --------------------- | -------------- |
| Pzgr L/2.6                              | Granata perforante                                                          | 240 kg                | ?                     | 820 m/s               | 18.830 m       |
| Sprenggranate L/2.9                     | Granata HE                                                                  | 240 kg                | ?                     | 820 m/s               | ?              |
| Seconda guerra mondiale                 |                                                                             |                       |                       |                       |                |
| Sprenggranate L/4.3 m. Bdz. (mit Haube) | Granata HE con spoletta posteriore e cappuccio balistico                    | 240 kg                | ?                     | 820 m/s               | ?              |
| Sprenggranate L/4.1 m. Kz. (mit Haube)  | Granata HE con spoletta anteriore e cappuccio balistico                     | 240 kg                | ?                     | 820 m/s               | ?              |
| Sprgr L/4.4 m. Bdz. u. Kz. (mit Haube)  | Granata HE con doppia spoletta anteriore e posteriore e cappuccio balistico | 284 kg                | 18,7 kg di TNT        | 740 m/s               | 25.640 m a 30° |

Grazie alla maggiore elevazione dell'impianto BSG rispetto a quello navale, la granata Sprgr L/4.4 m. Bdz. u. Kz. (mit Haube) raggiungeva una gittata massima di 27.750 m.
Da una fonte risulta che la granata perforante Pzgr L/2.6 poteva penetrare 160 mm di corazza verticale a 12.000 m di distanza.